# Чорні небеса
«Чорні небеса» (фр. L'Autre Monde) — франко-бельгійський психологічний трилер, поставлений у 2010 році режисером Жилем Маршаном. Прем'єра стрічки відбулася 16 травня 2010 року у позаконкурсній програмі 63-го Каннського кінофестивалю.

## Синопсис
Події у фільмі відбуваються влітку на півдні Франції. Юних закоханих — Гаспара (Грегуар Лепренс-Ренге) та Маріон (Полін Етьєн), що усамітнилися у пляжній кабінці для переодягання, відірвав від поцілунків дзвінок забутого кимось мобільника. Спонукуваний цікавістю, Гаспар прочитав надіслані та прийняті sms-повідомлення, з яких йому стало відомо, що власниця телефону, якась Сем, збирається зустрітися зі своїм знайомим на прізвиську «Дракон» у невеликій капличці на околиці міста у якійсь важливій справі.
Гаспар з Маріон вирушили в обумовлене місце і простежили за незнайомцями, які, купивши в супермаркеті скотч і водопровідний шланг, поїхали за місто. У якийсь момент молодята втратили із виду дивну парочку, але через деякий час виявили у лісі машину, що стояла з вмикнутим двигуном, до вихлопної труби якої було приєднано шланг, спрямований у вікно. Коли Маріон з Гаспаром відкрили двері автомобіля, дівчина ще була жива, а «Дракон» вже не дихав…
Незабаром після цієї загадкової події Гаспар вирішує зіграти в онлайн-гру «Black Hole», про яку також дізнався з есемесок у знайденому телефоні, але перша спроба була невдалою. Ще через деякий час Гаспар зустрічає у випадкових знайомих врятовану ним горе-самовбивцю. Красуня Одрі (Луїза Бургуан) з таємничим татуюванням і готичною зовнішністю, заводить розмову про «Black Hole», але бесіду перериває брат дівчини Венсан (Мельвіль Пупо). Прийшовши додому, Гаспар знову намагається увійти до гри. Без відома своєї подруги, Гаспар створює профіль для входу в онлайн-світ, сподіваючись зустрітися і вирішити загадку таємничої Одрі, яка знаходить своїх жертв у віртуальному житті і примушує їх накласти на себе руки у реальності. Гаспару належить пробратися до самих глибин «Black Hole», щоб з'ясувати жахливу правду…

## В ролях
| Грегуар Лепренс-Ренге | ···· | Гаспар        |
| Луїза Бургуан         | ···· | Одрі          |
| Мельвіль Пупо         | ···· | Венсан        |
| Полін Етьєн           | ···· | Маріон        |
| П'єр Ніне             | ···· | Янн           |
| Алі Марх'яр           | ···· | Людо          |
| Патрік Декам          | ···· | батько Маріон |
| П'єр Віттет           | ···· | молодший брат |
| Сванн Арло            | ···· | «Дракон»      |
| Франческо Меренда     | ···· | Самос         |